# Ga Jayang
Ga Jayang (Công viên Ttukseom Hangang) (Tiếng Hàn: 자양(뚝섬한강공원)역, Hanja: 紫陽(뚝섬漢江公園)驛) là ga tàu điện ngầm trên Tàu điện ngầm Seoul tuyến 7 nằm ở Jayang 3-dong và Jayang 4-dong, Gwangjin-gu, Seoul.
Nó nằm cạnh Khu nghỉ dưỡng Ttukseom và được kết nối với Ga Cheongdam qua phần dưới của Cầu Cheongdam. Đây là nhà ga duy nhất ở Hàn Quốc nằm ở mặt dưới của một cây cầu, bên dưới Cầu Cheongdam. Nhà ga cũng chạy bên dưới đường cao tốc với hai lối ra là phía nam của đường cao tốc và hai lối ra ở phía bắc. Các lối ra phía Nam phục vụ Công viên Ttukseom, trong khi các lối ra phía Bắc phục vụ Noyu-dong. Nhà ga được phục vụ bởi một tuyến xe buýt duy nhất nằm ở lối ra số 4. Trước khi Tuyến số 7 mở cửa, nhà ga được gọi là Ga Jayang (자양역).
Về tên ga, nó được gọi là Khu nghỉ dưỡng Ttukseom kể từ khi mở cửa, nhưng đã có những lời kêu gọi đổi tên ga kể từ năm 2011 do lo ngại có thể nhầm lẫn với Ga Ttukseom gần đó.  Ngoài ra, tên tiếng Anh ban đầu là Ttukseom Resort, nhưng tên ga đã được đổi thành Ttukseom Park khi người lồng tiếng cho thông báo được thay đổi vào đầu năm 2019. Cuối cùng, Gwangjin-gu đã thúc đẩy việc thay đổi tên ga và nó được đổi thành Ga Jayang vào ngày 29 tháng 2 năm 2024.

## Lịch sử
- 1 tháng 8 năm 2000: Việc kinh doanh bắt đầu với việc khai trương Tàu điện ngầm Seoul tuyến 7
- 31 tháng 1 năm 2019: Tên ga tiếng Anh đổi thành Công viên Ttukseom
- 18 tháng 8 năm 2023: Gwangjin-gu yêu cầu đổi tên ga thành Ga Jayang thông qua cuộc thi công khai[5]
- 29 tháng 2 năm 2024: Đổi tên ga thành Ga Jayang (Công viên Ttukseom Hangang)[6]

## Bố trí ga
| Đại học Konkuk ↑ |
| \| N/B           |
| ↓ Cheongdam      |

| Hướng Bắc | ● Tuyến 7 | ← Hướng đi Đại học Konkuk · Gunja · Nowon · Jangam              |
| Hướng Nam | ● Tuyến 7 | → Hướng đi Cheongdam · Văn phòng Gangnam-gu · Onsu · Seongnam → |

## Xung quanh nhà ga
| Lối ra \| 나가는 곳 \| Exit \| 出口 | Lối ra \| 나가는 곳 \| Exit \| 出口 |
| ----------------------------------- | --- |
| Lối ra 1, 4                         | |
| 1                                   | Jayang 3-dong Trường tiểu học Shinyang Trung tâm cộng đồng Jayang 3-dong Trung tâm phúc lợi cộng đồng Jayang Trường tiểu học Dongja Trường trung học cơ sở và trung học phổ thông Jayang |
| 4                                   | Jayang 4-dong Trường trung học cơ sở Shinyang Trung tâm cộng đồng Jayang 4-dong Khu vực Jayang Chợ ngõ cầu Yeongdong Cục Phát triển nguồn nhân lực Hàn Quốc                              |
| Lối ra 2, 3                         | |
| 2                                   | Công viên Ttukseom Hangang·Hồ bơi Sân khấu bên bờ sông và đài phun nước âm nhạc |
| 3                                   | Công viên Ttukseom Hangang Bãi đậu xe công viên Ttukseom Hangang Khu phức hợp văn hóa đài quan sát Ttukseom (Inchworm)·Seoul Saenggaengmaru                                              |

## Hình ảnh

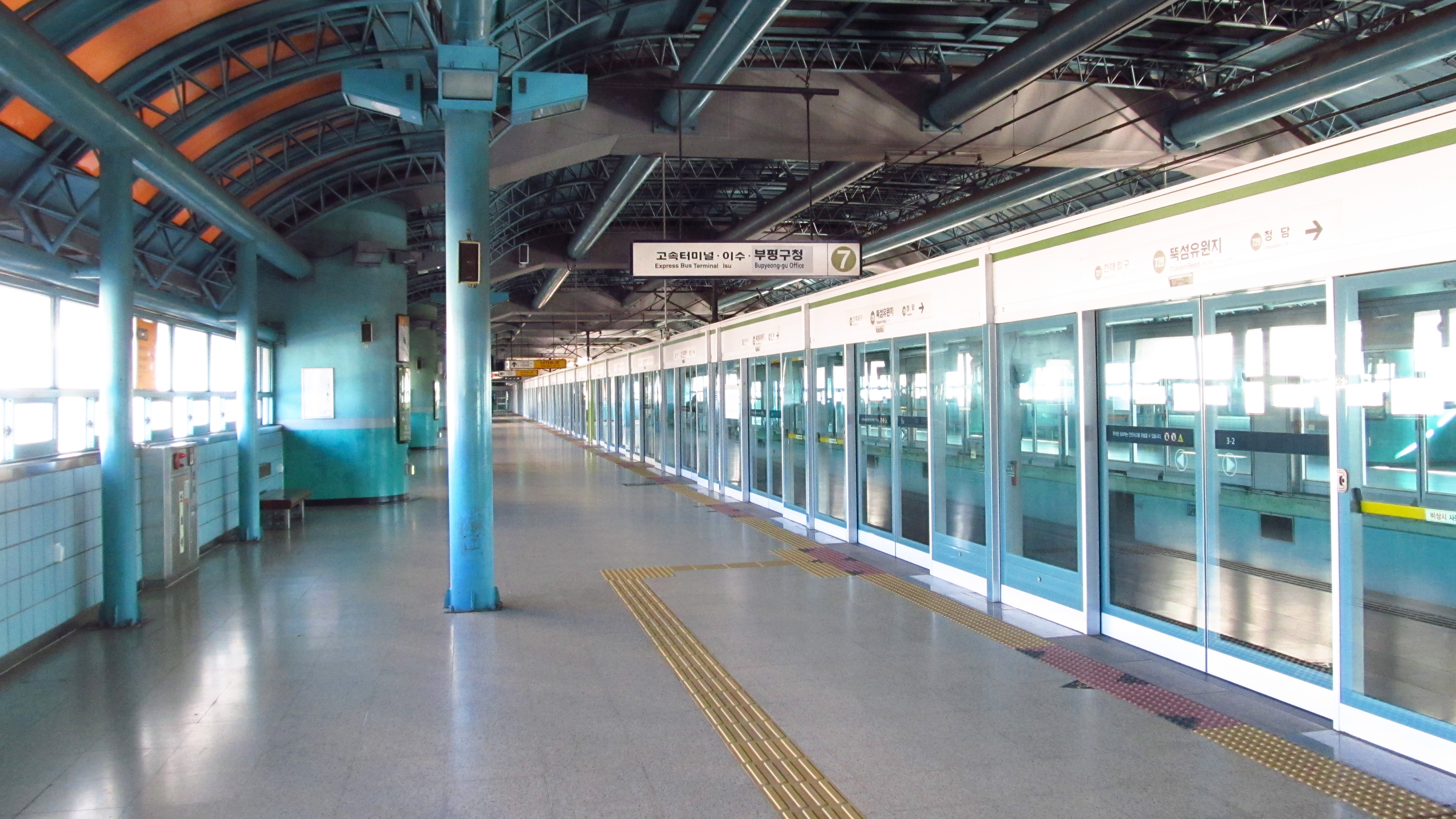
Quang cảnh sân ga hướng Onsu (tháng 11 năm 2018)
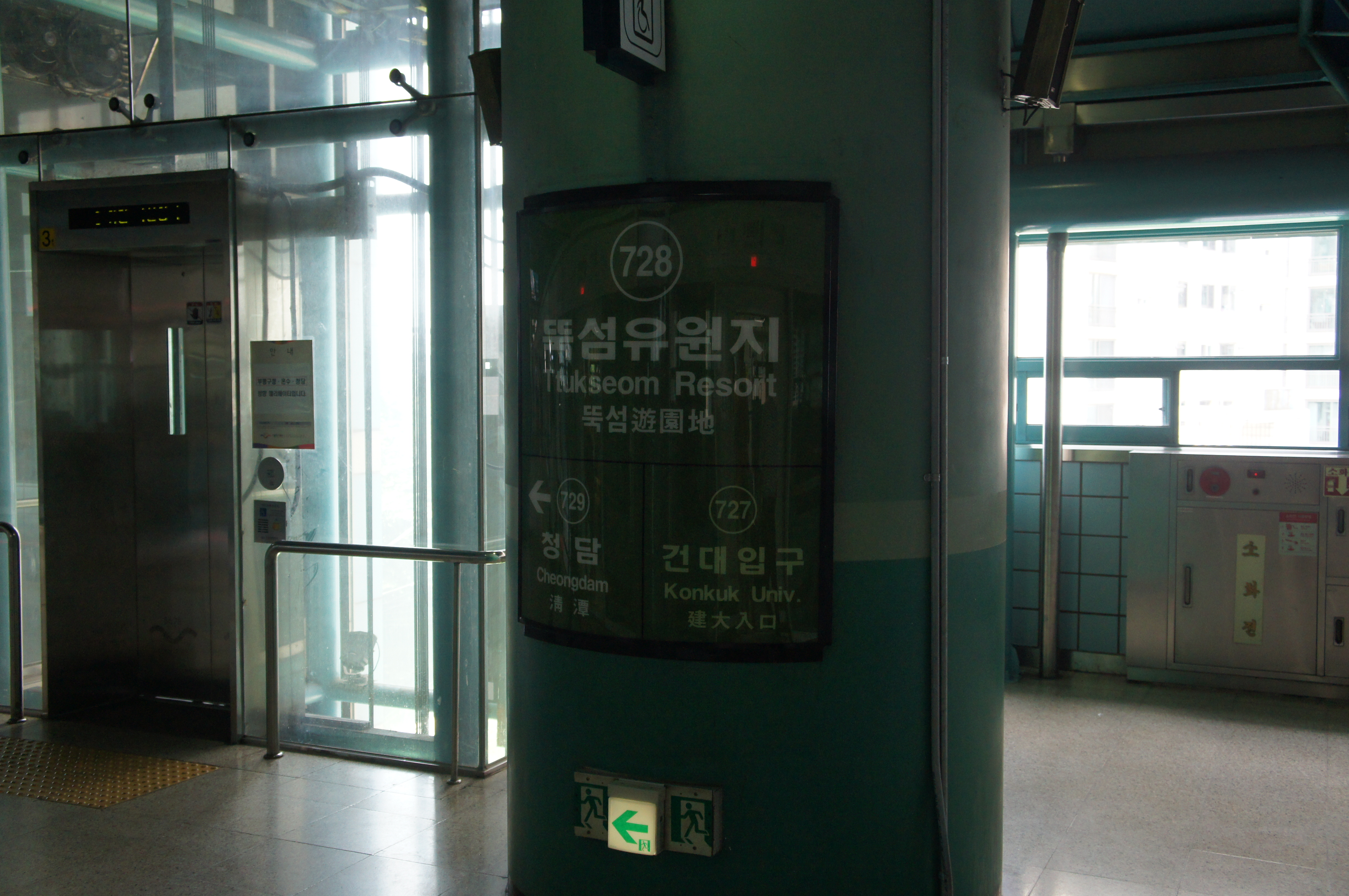
Bảng tên ga (Năm 2013)
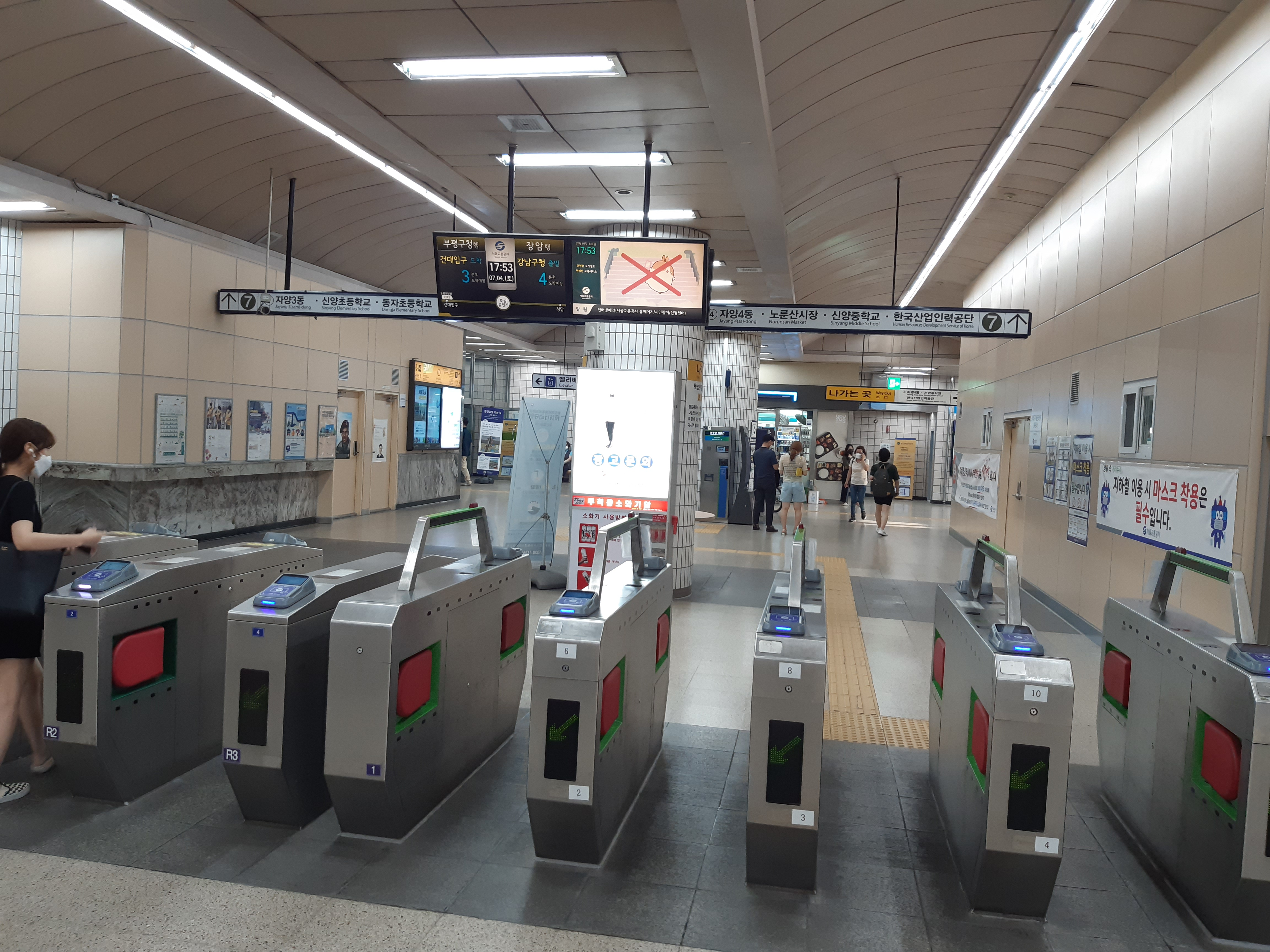
Cửa soát vé
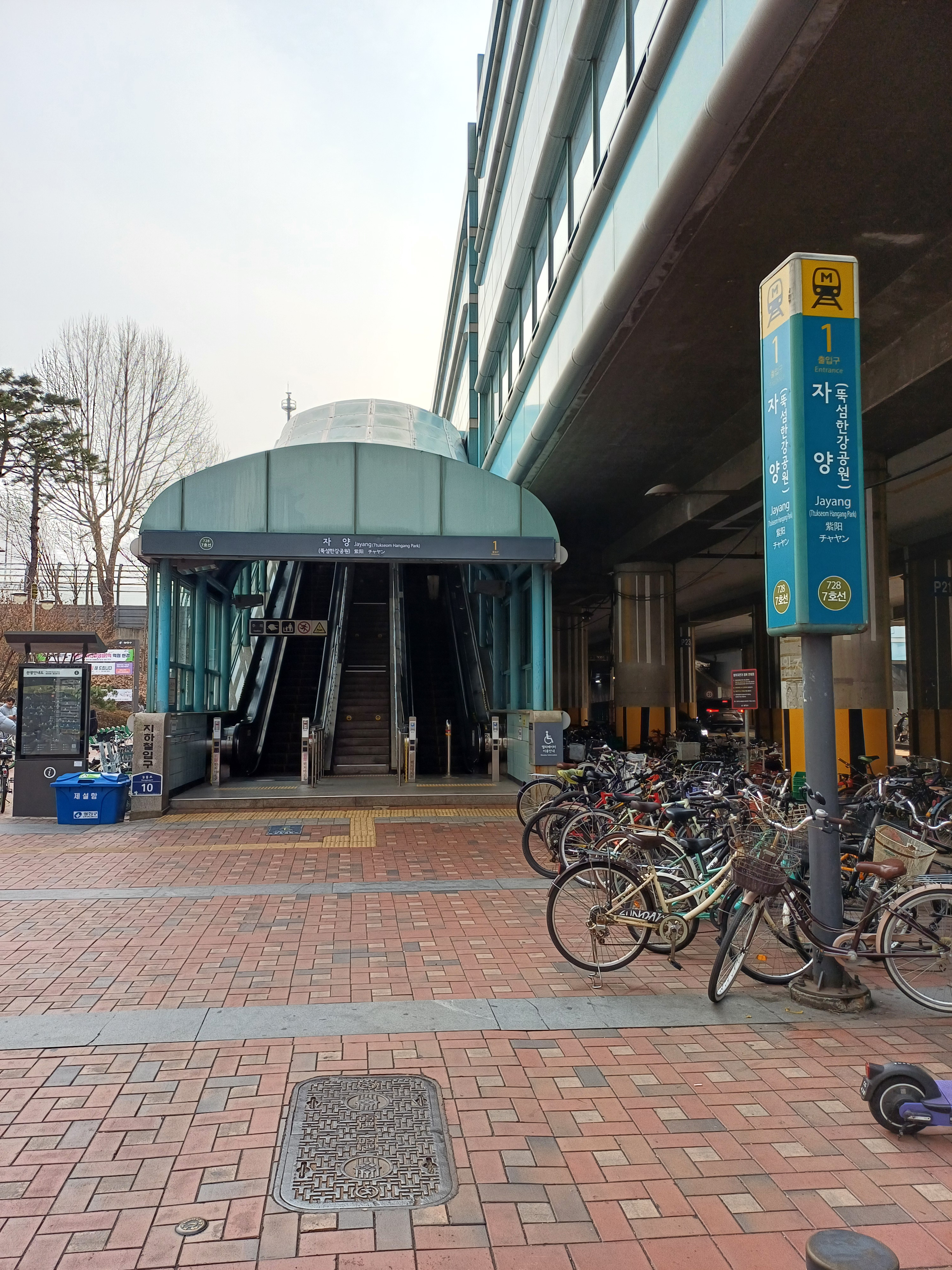
Lối ra 1
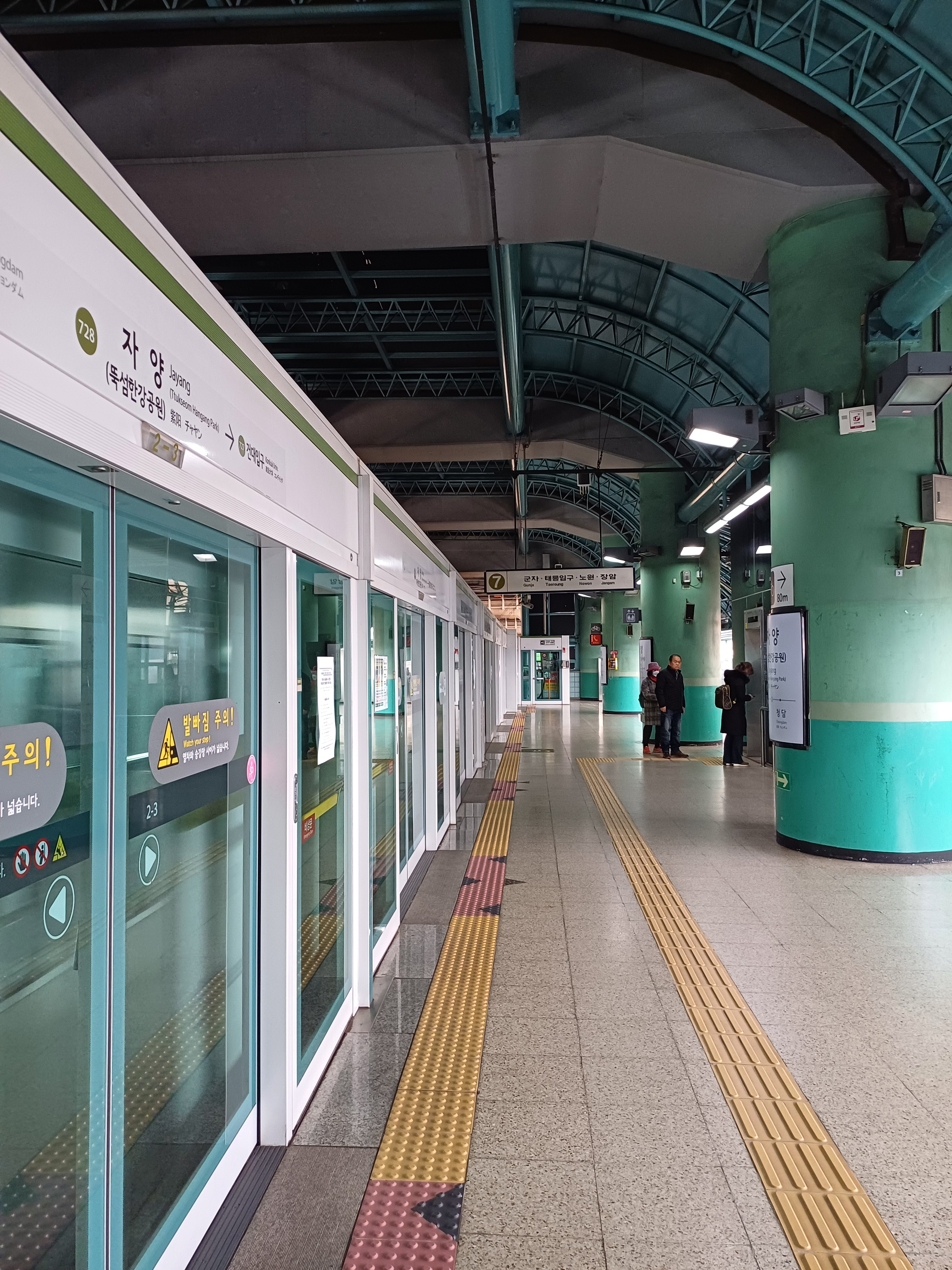
Quang cảnh sân ga hướng Jangam
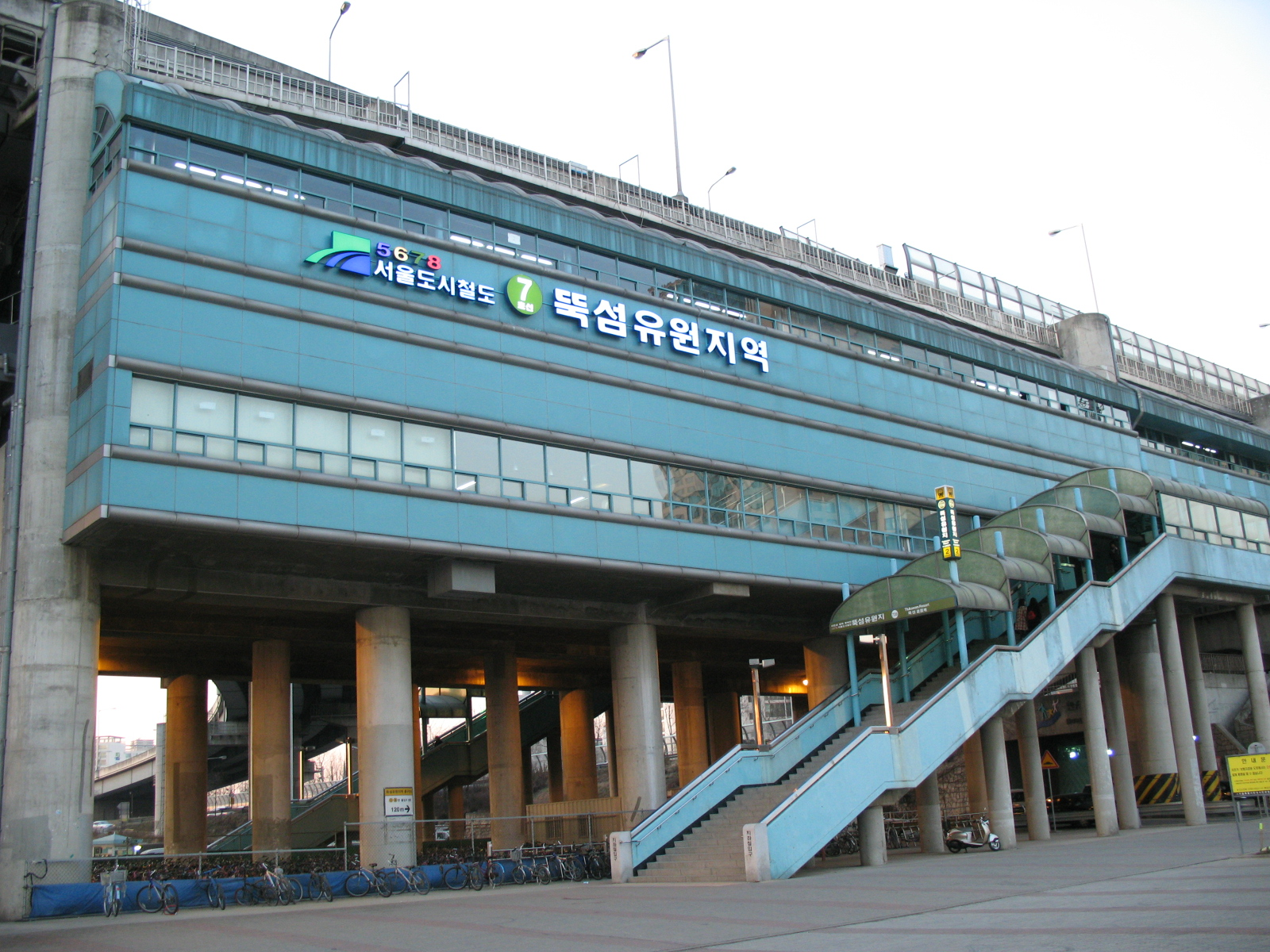
Lối ra 2 (2007)